# Limisa
Limisa (łac. Diocesis Limisensis) – stolica historycznej diecezji w Cesarstwie rzymskim w prowincji Byzacena, współcześnie w Tunezji. Obecnie katolickie biskupstwo tytularne.

## Biskupi tytularni
| Lp. | Biskup                           | Funkcja                                           | Od               | Do                   |
| --- | -------------------------------- | ------------------------------------------------- | ---------------- | -------------------- |
| 1   | Francesco Maffei                 | emerytowany biskup Lacedonii (Włochy)             | 24 czerwca 1926  | 25 października 1937 |
| 2   | Cesar Maria Guerrero y Rodriguez | biskup pomocniczy Manili (Filipiny)               | 16 grudnia 1937  | 14 maja 1949         |
| 3   | Johannes Bydolek                 | biskup pomocniczy Hildesheim (Niemcy)             | 10 września 1949 | 18 października 1957 |
| 4   | Victor Joseph Reed               | biskup pomocniczy Oklahoma City-Tulsa (USA)       | 5 grudnia 1957   | 21 stycznia 1958     |
| 5   | Angel Riesco Carbajo             | biskup pomocniczy Pampeluny i Tudeli (Hiszpania)  | 15 lutego 1958   | 2 lipca 1972         |
| 6   | Victorio Oliver Domingo          | biskup pomocniczy Madrytu (Hiszpania)             | 5 września 1972  | 20 grudnia 1976      |
| 7   | Francisco Garmendia Ayestarán    | biskup pomocniczy Nowego Jorku (USA)              | 24 maja 1977     | 16 listopada 2005    |
| 8   | John Bura                        | biskup pomocniczy Filadelfii (USA)                | 3 stycznia 2006  | 17 stycznia 2023     |
| 9   | Wołodymyr Firman                 | biskup pomocniczy tarnopolsko-zborowski (Ukraina) | 12 lipca 2023    |                      |